# Louis Laurent (paléobotaniste)
Pour les articles homonymes, voir Laurent (patronyme).
Louis Laurent (né le 13 décembre 1873 à Marseille où il est mort le 22 janvier 1946) est un paléobotaniste, un docteur ès sciences et un professeur français.

## Biographie
Louis Aimé Alexandre Laurent est né à Marseille le 13 décembre 1873. Il est décédé le 22 janvier 1946 .
Il est élu membre de l'académie de Marseille en 1909.

## Publications
: document utilisé comme source pour la rédaction de cet article.
- Louis Laurent, « Flore fossile des Schistes de Menat. », Annales du Museum d'Histoire Naturelle de Marseille, Tome XIV,‎ 1912.
- Louis Laurent, « Flore des calcaires de Célas », Annales du Museum d'Histoire Naturelle de Marseille,‎ 1889, 2ème série, tome 1.
- Louis Laurent, Le Rôle de l'arbre en Provence, 1937